# Calaunia
Calaunia, monotipski biljni rod iz poodice brjestovki. Jedini mu je predstavnik filipinski endem C. negrosensis
Neki autori svrstavaju ovaj rod u porodicu Moraceae.

## Sinonimi
- Aphananthe negrosensis Elmer